# Vall de Montesa

Vall de Montesa des de l'Alt de la Creu (Vallada).

La Vall de Montesa és una subcomarca del País Valencià que actualment es troba integrada en la comarca de la Costera, i al llarg de la història formava part del terme particular o del terme general de Xàtiva segons l'època històrica. En formaven part els municipis actuals de La Font de la Figuera, Moixent, Montesa, i Vallada. Anomenada així per acollir el riu Cànyoles que temps enrere s'anomenava riu de Montesa, apareix al mapa de comarques d'Emili Beüt "Comarques naturals del Regne de València" publicat l'any 1934.
| |          |          |          |
| \| Municipi \| Població \| Extensió \| Densitat \| \| --------------------- \| -------- \| -------- \| -------- \| \| la Font de la Figuera \| 2.150 \| 84,30 \| 25,16 \| \| Moixent \| 4.697 \| 150,20 \| 30,24 \| \| Montesa \| 1.333 \| 48,10 \| 29,40 \| \| Vallada \| 3.169 \| 61,50 \| 54,13 \| \| Total \| 11.349 \| \| \| |          |          |          |
| Municipi | Població | Extensió | Densitat |
| la Font de la Figuera | 2.150    | 84,30    | 25,16    |
| Moixent | 4.697    | 150,20   | 30,24    |
| Montesa | 1.333    | 48,10    | 29,40    |
| Vallada | 3.169    | 61,50    | 54,13    |
| Total | 11.349   |          |          |